# 松本司朗
松本 司朗（まつもと しろう、1917年12月23日 - 1999年5月20日）は、日本の経営者。黄桜社長を務めた。

## 経歴
京都府出身。1941年に慶應義塾大学経済学部を卒業し、兵役を経て、復員した1946年に松本治六郎商店(のちの黄桜)に入社。1964年に社長に就任。1995年に相談役に就任。
1979年に藍綬褒章を受章。
1999年5月20日心不全のために死去。81歳没。